# Mogutxi
Mogutxi (en rus: Могучий) és un poble (un possiólok) del krai de Krasnoiarsk, a Rússia, que en el cens del 2010 tenia 162 habitants. Pertany al districte de Balakhtà.